# Tasagaanlamyn Dügersüren
 (novembre 2021).
Si vous disposez d'ouvrages ou d'articles de référence ou si vous connaissez des sites web de qualité traitant du thème abordé ici, merci de compléter l'article en donnant les références utiles à sa vérifiabilité et en les liant à la section « Notes et références ».
Tasagaanlamyn Dügersüren (mongol : Цаганламын Дугэрсурэн ; 1914-1986) a été président par intérim du Présidium du grand Khoural d'État (chef d'État par intérim) de la république populaire de Mongolie du 20 mai 1972 au 29 juin 1972 à la suite du décès de Jamsarangiyn Sambu.